# Terebridae
Famille
Les Terebridae forment une famille de mollusques appartenant à l'ordre des Neogastropoda.

## Liste des genres
Selon World Register of Marine Species (22 mars 2014) :
- genre Cinguloterebra Oyama, 1961
- genre Clathroterebra Oyama, 1961
- genre Duplicaria Dall, 1908
- genre Euterebra Cotton & Godfrey, 1932
- genre Granuliterebra Oyama, 1961
- genre Hastula H. Adams & A. Adams, 1853
- genre Hastulopsis Oyama, 1961
- genre Impages E. A. Smith, 1873
- genre Myurella Hinds, 1844
- genre Oxymeris Dall, 1903
- genre Pellifronia Terryn & Holford, 2008
- genre Perirhoe Dall, 1908
- genre Pristiterebra Oyama, 1961
- genre Strioterebrum Sacco, 1891
- genre Terebra Bruguière, 1789
- genre Terenolla Iredale, 1929
- genre Triplostephanus Dall, 1908

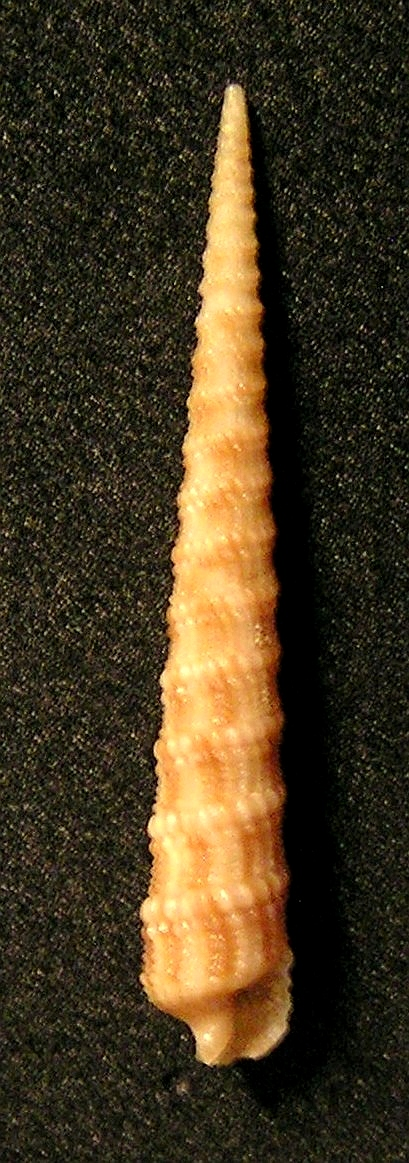
Cinguloterebra salisburyi
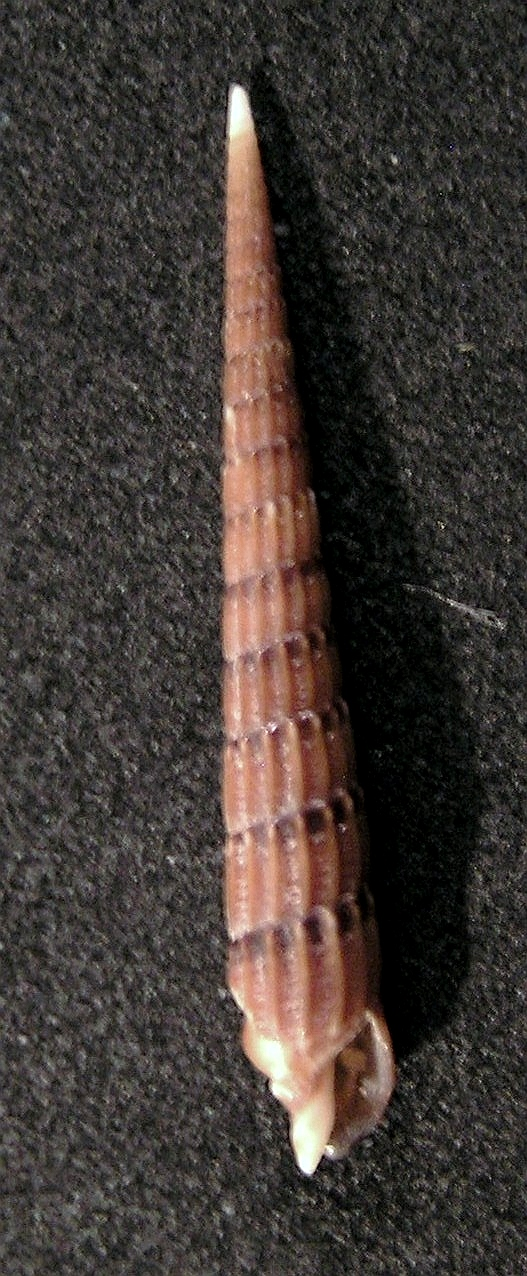
Clathroterebra mactanensis
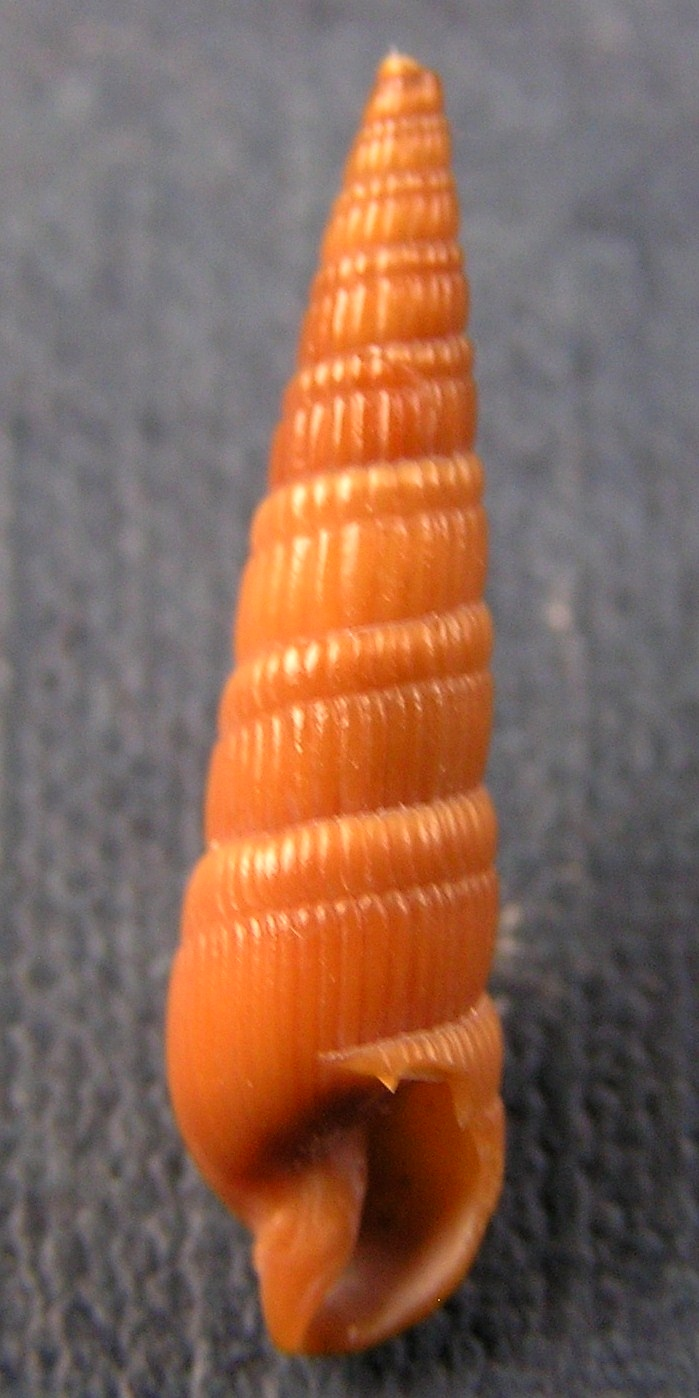
Duplicaria kieneri
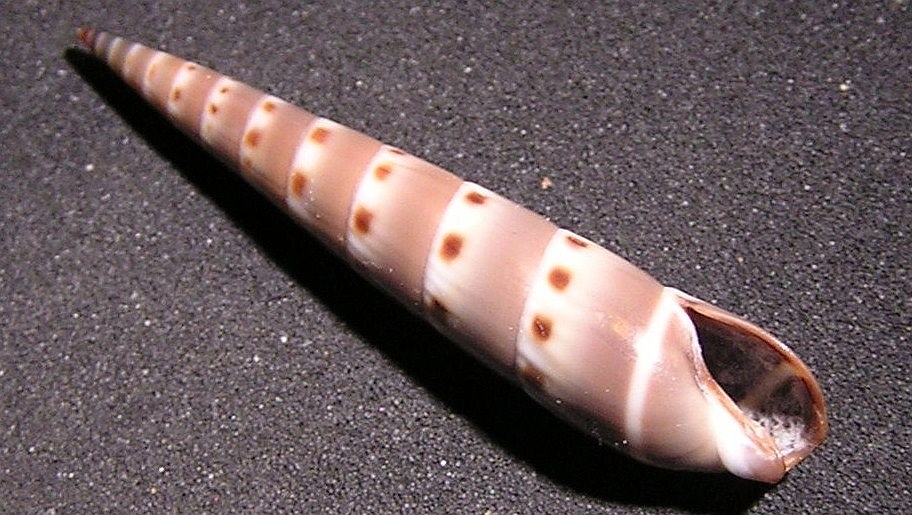
Hastula strigilata
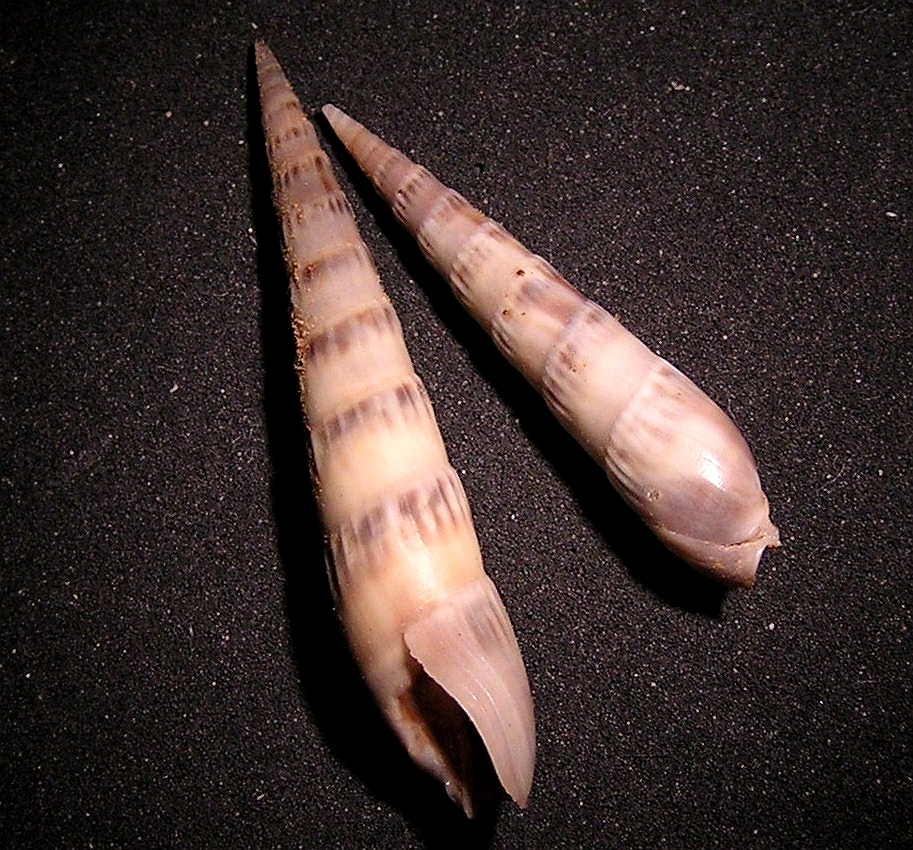
Impages cinerea
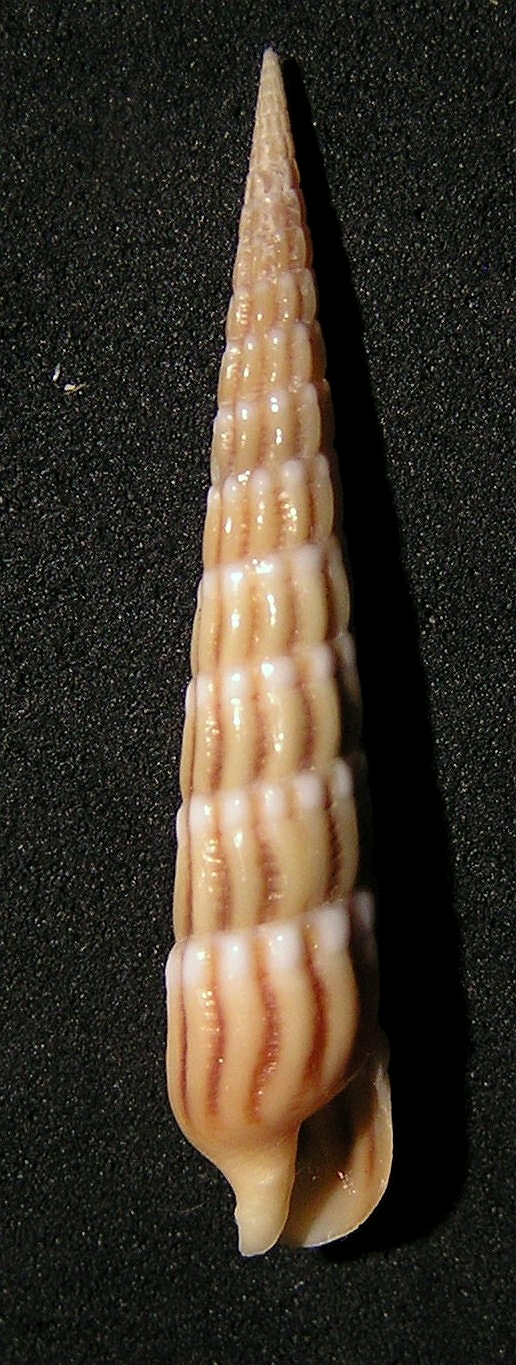
Myurella undulata
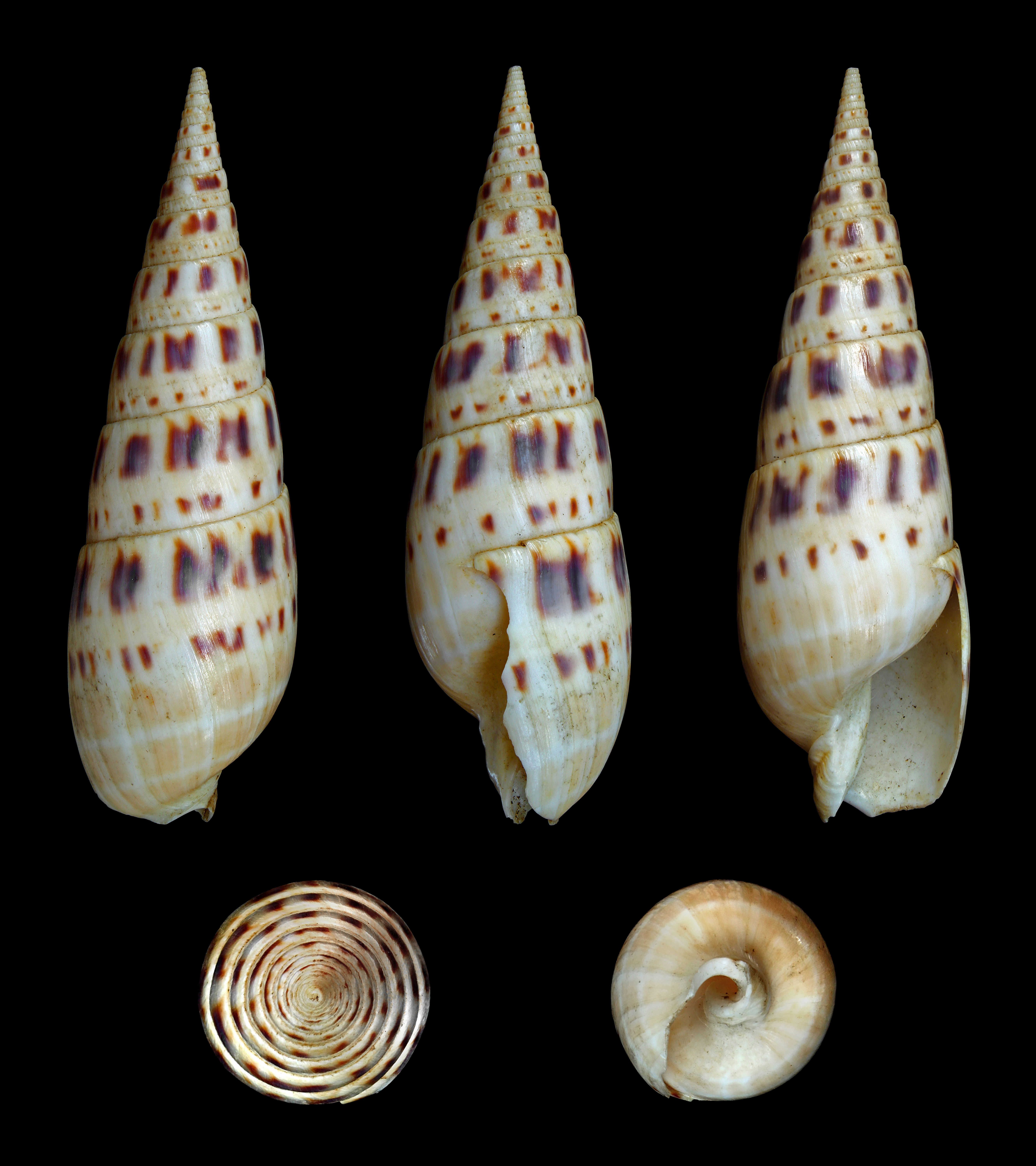
Oxymeris maculata
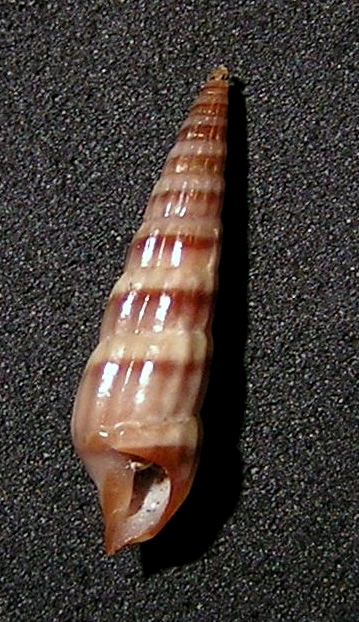
Strioterebrum plumbeum
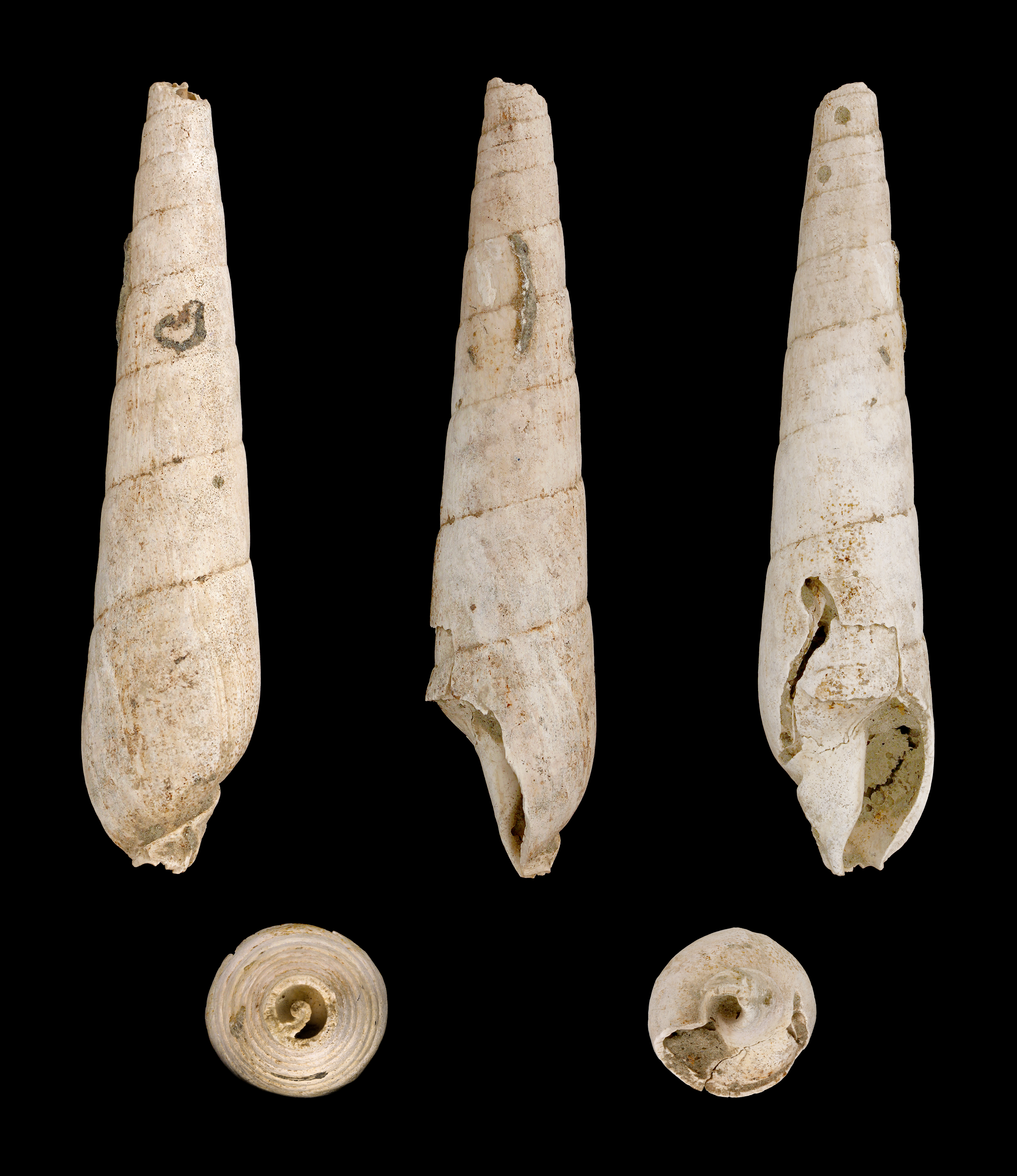
Subula fuscata
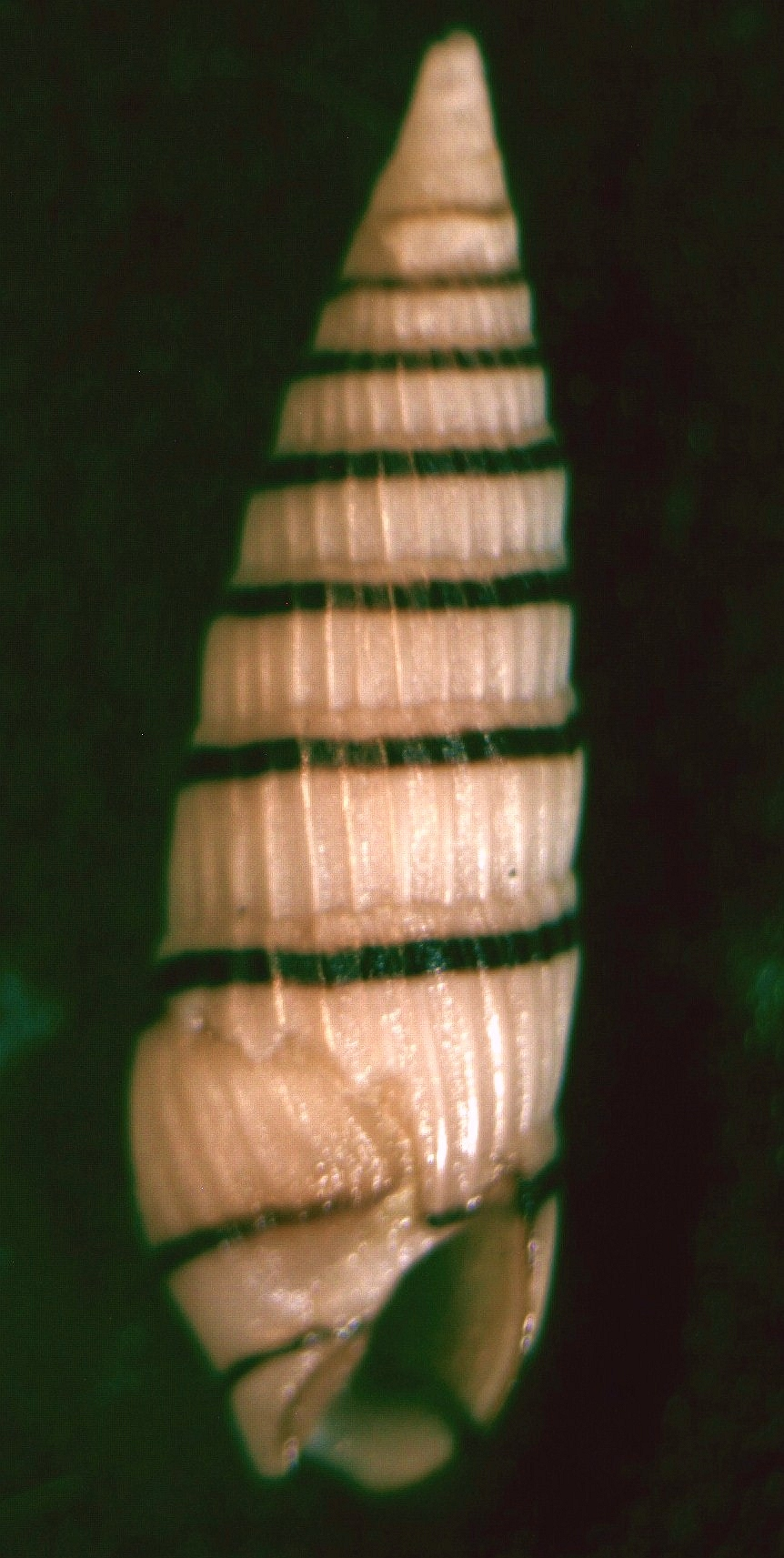
Terenolla pygmaea
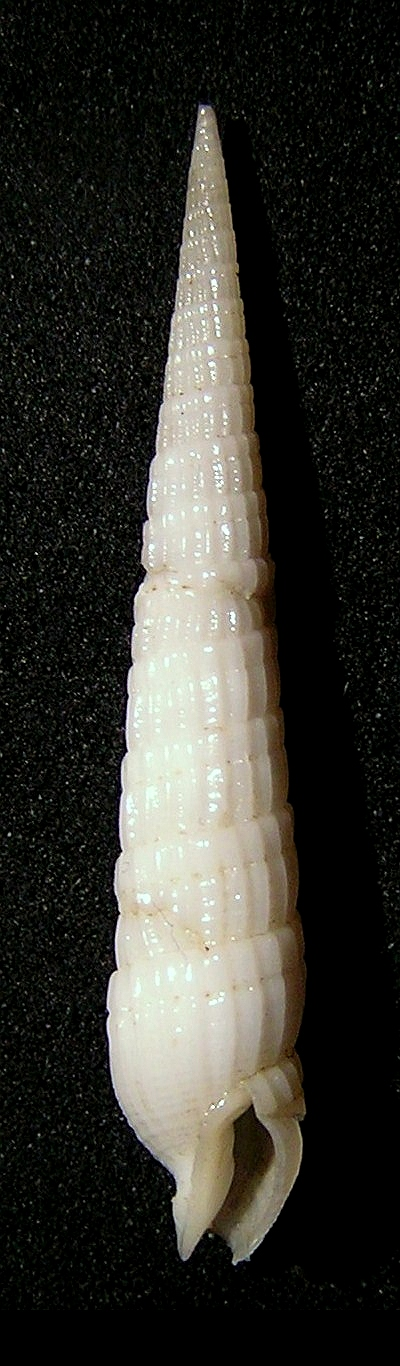
Triplostephanus elliscrossi